# Георги Атанасов (живописец)
Вижте пояснителната страница за други личности с името Георги Атанасов.
Георги Георгиев Атанасов е български художник – живописец. В картините си той предсъздава лика на българското село като рисува предимно пасторални пейзажи и портрети.

## Биография
Георги Атанасов е роден на 18 януари 1874 година в пловдивското село Гирен, тогава в Османската империя, днес село Белозем, България. През 1902 г. завършва Държавното рисувално училище, специалност „Живопис“ в класа на Ярослав Вешин. От 1909 година специализира в Мюнхен в класа по живопис на проф. Карл фон Маар.
След около две години се завръща в България. Наред с изявите си на художник е учител по рисуване в различни училища. Преподавал е в Хасково, Пазарджик, Белозем, Пловдив. Пенсионира се през 1934 година. Активно участва в дейността на Дружеството на южнобългарските художници, на което е и председател. Излага в две изложби на съюза „Лада“ – Белград (1904) и София (1906) и в общите художествени изложби на Съюза на художниците. Публикувал е и художествена критика, най-вече за пловдивски художници.
Атанасов е създател на портрети, пасторални пейзажи и фигурални композиции. Участва в общи художествени изложби. Негови творби са притежание на Националната художествена галерия и Пловдивската градска художествена галерия, Русия и частни лица.

## По-известни творби
1. „Димитър Берберов“ – 1922 г.
2. „Костаки Пеев“ – 1928 г.
3. „Залез над Пловдив“ – 1936 г.
4. „Из Калофер“ – 1936 г.
5. „Автопортрет“ – 1940 г.
6. „Кооперативна жътва“ – 1947 г.